# Liste der Kellergassen in Poysdorf
Die Liste der Kellergassen in Poysdorf führt die Kellergassen in der niederösterreichischen Gemeinde Poysdorf an.
| Foto |                 | Kellergasse                      | Standort                     | Beschreibung |
| ---- | --------------- | -------------------------------- | ---------------------------- | --- |
| BW   | Datei hochladen | Föllimer Straße (Altruppersdorf) | KG: Altruppersdorf Standort  | In Hanglage an der südlichen Ortsausfahrt befinden sich parallel zur Föllimer Straße einige Keller. |
| BW   | Datei hochladen | Kellerberg                       | KG: Altruppersdorf Standort  | Die Kellergasse ist eine einseitige Einzelkellergasse in Hanglage. Sie besteht aus 35 Gebäuden und hat eine Länge von 350 Metern. |
| BW   | Datei hochladen | Landaschluchtgasse               | KG: Altruppersdorf Standort  | Die Kellergasse ist ein beidseitiges Kellergassensystem in Grabenlage. Sie besteht aus 27 Gebäuden und hat eine Länge von 350 Metern. |
| BW   | Datei hochladen | „Bei der Herrengasse“            | KG: Erdberg Standort         | Die Kellergasse ist eine beidseitige Einzelkellergasse in Grabenlage. Sie besteht aus 28 Gebäuden und hat eine Länge von 300 Metern. Die älteste Datierung geht auf das Jahr 1905 zurück. |
| BW   | Datei hochladen | Loamgstetten („Holzweg“)         | KG: Erdberg Standort         | Die Kellergasse ist eine beidseitige Einzelkellergasse in Hohlweglage. Sie besteht aus 15 Gebäuden und hat eine Länge von 70 Metern. |
| BW   | Datei hochladen | Kellerweg                        | KG: Föllim Standort          | Die Kellergasse ist ein beidseitiges Kellergassensystem in Hanglage. Sie besteht aus 50 Gebäuden und hat eine Länge von 600 Metern. |
| BW   | Datei hochladen | Kuglerstraße                     | KG: Föllim Standort          | Die Kellergasse ist eine beidseitige Einzelkellergasse an einer Geländekante. Sie besteht aus 9 Gebäuden und hat eine Länge von 80 Metern. Die älteste Datierung geht auf das Jahr 1929 zurück. |
| ja   | Datei hochladen | Geringen                         | KG: Ketzelsdorf Standort     | Die Kellergasse ist ein beidseitiges Kellergassensystem in Hang- und Grabenlage, südlich weit außerhalb von Ketzelsdorf. Sie besteht aus 98 Gebäuden und hat eine Länge von 1500 Metern. Die älteste Datierung geht auf das Jahr 1937 zurück. Der westliche Teil wird auch als Alte Geringen bezeichnet. |
| BW   | Datei hochladen | „Bei den Schnellern Kellern“     | KG: Kleinhadersdorf Standort | Die Kellergasse ist eine einseitige Einzelkellergasse in Hanglage. Sie besteht aus 12 Gebäuden und hat eine Länge von 200 Metern. Die älteste Datierung geht auf das Jahr 1906 zurück. |
| BW   | Datei hochladen | Grundern                         | KG: Kleinhadersdorf Standort | Die Kellergasse ist ein beidseitiges Kellergassensystem in Hanglage. Sie besteht aus 62 Gebäuden und hat eine Länge von 700 Metern. Die älteste Datierung geht auf das Jahr 1884 zurück. |
| BW   | Datei hochladen | Schnellern Keller                | KG: Kleinhadersdorf Standort | Die Kellergasse ist eine beidseitige Einzelkellergasse in Grabenlage. Sie besteht aus 52 Gebäuden und hat eine Länge von 350 Metern. |
| BW   | Datei hochladen | „Hauptstraße“                    | KG: Poysbrunn Standort       | Die Kellergasse ist eine einseitige Einzelkellergasse an einer Geländekante. Sie besteht aus 15 Gebäuden und hat eine Länge von 150 Metern. |
| BW   | Datei hochladen | Alleestraße                      | KG: Poysbrunn Standort       | Die Kellergasse ist eine beidseitige Einzelkellergasse in Grabenlage. Sie besteht aus 33 Gebäuden und hat eine Länge von 300 Metern. Die älteste Datierung geht auf das Jahr 1912 zurück. |
| BW   | Datei hochladen | Badgasse                         | KG: Poysbrunn Standort       | Die einseitige Kellergasse umfasst auf knapp 100 Metern Länge etwa 10 Objekte, darunter einige stöcklartig ausgebaute Keller. |
| BW   | Datei hochladen | Franzensberg                     | KG: Poysbrunn Standort       | Die Kellergasse ist ein beidseitiges Kellergassensystem in Hohlweglage. Sie besteht aus 30 Gebäuden und hat eine Länge von 200 Metern. Die älteste Datierung geht auf das Jahr 1905 zurück. |
| BW   | Datei hochladen | Triftberg                        | KG: Poysbrunn Standort       | Die Kellergasse ist eine beidseitige Einzelkellergasse in Grabenlage. Sie besteht aus 9 Gebäuden und hat eine Länge von 70 Metern. |
| BW   | Datei hochladen | Berggasse                        | KG: Poysdorf Standort        | Die Kellergasse ist eine einseitige Einzelkellergasse in Hanglage. Sie besteht aus 29 Gebäuden und hat eine Länge von 300 Metern. Die älteste Datierung geht auf das Jahr 1814 zurück. |
| BW   | Datei hochladen | Brünnerstraße                    | KG: Poysdorf Standort        | Die Kellergasse ist eine einseitige Einzelkellergasse an einer Geländekante. Sie besteht aus 11 Gebäuden und hat eine Länge von 100 Metern. |
| BW   | Datei hochladen | Brunngasse                       | KG: Poysdorf Standort        | Im dicht bebauten Gebiet am westlichen Ortsrand befinden sich auf einer Länge von 70 Metern 7 Keller, unterbrochen von einzelnen Wohnhäusern. |
| BW   | Datei hochladen | Bürsting                         | KG: Poysdorf Standort        | Die Kellergasse ist eine beidseitige Einzelkellergasse in Hohlweglage. Sie besteht aus 51 Gebäuden und hat eine Länge von 200 Metern. Die älteste Datierung geht auf das Jahr 1881 zurück. |
| ja   | Datei hochladen | Gstetten (bei der Kirche)        | KG: Poysdorf Standort        | Die Kellergasse ist eine einseitige Einzelkellergasse in Muldenlage. Sie besteht aus 29 Gebäuden und hat eine Länge von 200 Metern. |
| ja   | Datei hochladen | Kirchengraben                    | KG: Poysdorf Standort        | Einseitig in einem gemauerten Hohlweg westlich der Kirche befinden sich auf einer Länge von 50 Metern etwa 7 Keller. |
| ja   | Datei hochladen | Radyweg                          | KG: Poysdorf Standort        | Die Kellergasse ist eine beidseitige Einzelkellergasse in Grabenlage. Sie besteht aus 94 Gebäuden und hat eine Länge von 650 Metern. Die älteste Datierung geht auf das Jahr 1859 zurück. |
| BW   | Datei hochladen | Rösselberg                       | KG: Poysdorf Standort        | Die Kellergasse ist eine beidseitige Einzelkellergasse in Grabenlage. Sie besteht aus 73 Gebäuden und hat eine Länge von 350 Metern. |
| BW   | Datei hochladen | Salitergasse/Rundellen           | KG: Poysdorf Standort        | In den beiden in Hanglage übereinander liegenden Gassen befinden sich auf einer Gesamtlänge von 250 Metern etwa 15 Keller und einige andere Gebäude. |
| BW   | Datei hochladen | Singergasse                      | KG: Poysdorf Standort        | Die Kellergasse ist eine einseitige Einzelkellergasse an einer Geländekante. Sie besteht aus 49 Gebäuden und hat eine Länge von 650 Metern. |
| ja   | Datei hochladen | Am Neugebäude                    | KG: Walterskirchen Standort  | Das beidseitige Kellergassensystem in Hang- und Grabenlage. besteht aus 125 Gebäuden und hat eine Länge von 1300 Metern. Die älteste Datierung geht auf das Jahr 1860 zurück. Schmidbaur fasst hier vier Gassen zusammen: - im Nordwesten der Jägerberg (Lage) an einer Landesstraße (Hubertusstraße) mit knapp 50 Objekten beidseitig in einem breiten Graben auf 250 Metern Länge, - im Südwesten der Bereich Am Neugebäude (Lage) mit einigen Kellern an verschachtelten Wegen in Hanglage hinter ein paar Wohnhäusern, - der Mittlere Weg (Lage), mit etwa 20 Objekten beidseitig auf 370 Metern Länge, - und im Osten der Satzlweg (Lage) mit mehr als 30 Kellern einseitig auf 320 Metern Länge. |
| BW   | Datei hochladen | Am Berg (Wetzelsdorf)            | KG: Wetzelsdorf Standort     | An einer Geländekante am südlichen Ortsrand befinden sich ein paar Keller. |
| BW   | Datei hochladen | Kleine Kellergasse (Wetzelsdorf) | KG: Wetzelsdorf Standort     | Die Kellergasse ist eine einseitige Einzelkellergasse in Hanglage. Sie besteht aus 16 Gebäuden und hat eine Länge von 200 Metern. |
| BW   | Datei hochladen | Große Kellergasse (Wetzelsdorf)  | KG: Wetzelsdorf Standort     | Die Kellergasse ist eine beidseitige Einzelkellergasse in Grabenlage. Sie besteht aus 105 Gebäuden und hat eine Länge von 150 Metern. Die älteste Datierung geht auf das Jahr 1886 zurück. |
| BW   | Datei hochladen | Rennweg                          | KG: Wetzelsdorf Standort     | Die Kellergasse ist eine beidseitige Einzelkellergasse in Grabenlage. Sie besteht aus 20 Gebäuden und hat eine Länge von 150 Metern. |
| BW   | Datei hochladen | Folda                            | KG: Wilhelmsdorf Standort    | Die Kellergasse ist ein beidseitiges Kellergassensystem in Muldenlage. Sie besteht aus 69 Gebäuden und hat eine Länge von 500 Metern. |

| Foto:                    | Fotografie der Kellergasse (Gesamtheit). Klicken des Fotos erzeugt eine vergrößerte Ansicht. Daneben finden sich zwei Symbole: \| Weitere Bilder vorhanden \| Das Symbol bedeutet, dass weitere Fotos des Objekts verfügbar sind. Durch Klicken des Symbols werden sie angezeigt. \| \| Eigenes Foto hochladen \| Durch Klicken des Symbols können weitere Fotos des Objekts in das Medienarchiv Wikimedia Commons hochgeladen werden. \| |
| Name:                    | Bezeichnung der Kellergasse |
| Standort:                | Es ist die Katastralgemeinde (KG) angegeben. Durch Aufruf des Links Standort wird die Lage der Kellergasse in verschiedenen Kartenprojekten angezeigt. |
| Beschreibung             | Kurze Beschreibung der Kellergasse |
| Weitere Bilder vorhanden | Das Symbol bedeutet, dass weitere Fotos des Objekts verfügbar sind. Durch Klicken des Symbols werden sie angezeigt. |
| Eigenes Foto hochladen   | Durch Klicken des Symbols können weitere Fotos des Objekts in das Medienarchiv Wikimedia Commons hochgeladen werden. |